# Проч
Проч (слч. Proč) насељено је мјесто са административним статусом сеоске општине (слч. obec) у округу Прешов, у Прешовском крају, Словачка Република.

## Становништво
| Година:    | 1994. | 2004.   | 2014.   | 2024.   |
| ---------- | ----- | ------- | ------- | ------- |
| Број људи: | 465   | 445     | 431     | 409     |
| Разлика:   |       | -4,30 % | -3,14 % | -5,10 % |

| Година:    | 2023. | 2024.   |
| ---------- | ----- | ------- |
| Број људи: | 417   | 409     |
| Разлика:   |       | -1,91 % |

Према подацима о броју становника из 2024. године насеље је имало 409 становника.